# راميش باتل
راميش باتل (بالإنجليزية: Ramesh Patel)‏ هو لاعب هوكي الحقل نيوزيلندي، ولد في 12 سبتمبر 1953.

## وصلات خارجية
- راميش باتل على موقع أوليمبيديا (الإنجليزية)